# Aquarius najas
Espèce
Aquarius najas est une espèce européenne d'insectes hétéroptères de la famille des Gerridae communément appelée araignée d'eau. 

## Habitat
Cette espèce a généralement besoin d'eaux mobiles, vivant dans des endroits comme les bords pierreux des rivières.

## Description
A. najas fait partie des plus grandes espèces d'araignées d'eau, typique du genre Aquarius (y compris une autre espèce européenne, Aquarius paludum en moyenne légèrement plus petite). Les femelles adultes d’A. najas mesurent en moyenne 16,5 mm de long, les mâles sont environ 30 % plus petits. En Europe du Nord, cette espèce est aptère, mais en Europe centrale et méridionale, elle a souvent des ailes.

## Comportement
Aquarius najas passe l'hiver à l'âge adulte. Au printemps, ils forment des paires et, avant de s'accoupler, se rangent ensemble en surface pendant la journée. La nuit, ils se séparent et les femelles pondent leurs œufs sous l'eau en plaques serrées. Normalement, les œufs sont pondus à la surface de pierres plates. Les mâles peuvent garder les femelles après l'accouplement pour empêcher les autres mâles de concourir. Il a été affirmé que les mâles peuvent rester jumelés avec des femelles pendant plusieurs semaines.

## Classification
Le nom valide complet (avec auteur) de ce taxon est Aquarius najas (de Geer, 1773).
L'espèce a été initialement classée dans le genre Cimex sous le protonyme Cimex najas De Geer, 1773.
Ce taxon était anciennement connu sous le nom de Gerris najas, mais le sous-genre Aquarius a été élevé au rang générique en 1990 sur la base d'une analyse phylogénétique,.
Aquarius najas a pour synonymes :
- Cimex najas De Geer, 1773
- Gerris aptera Schummel, 1832
- Gerris najas (De Geer, 1773)